# 1902 en aéronautique
Chronologie de l'aéronautique
- 1898
- 1899
- 1900
- 1901
- 1902
- 1903
- 1904
- 1905
- 1906

Cet article présente les faits marquants de l'année 1902 en aéronautique.

## Évènements

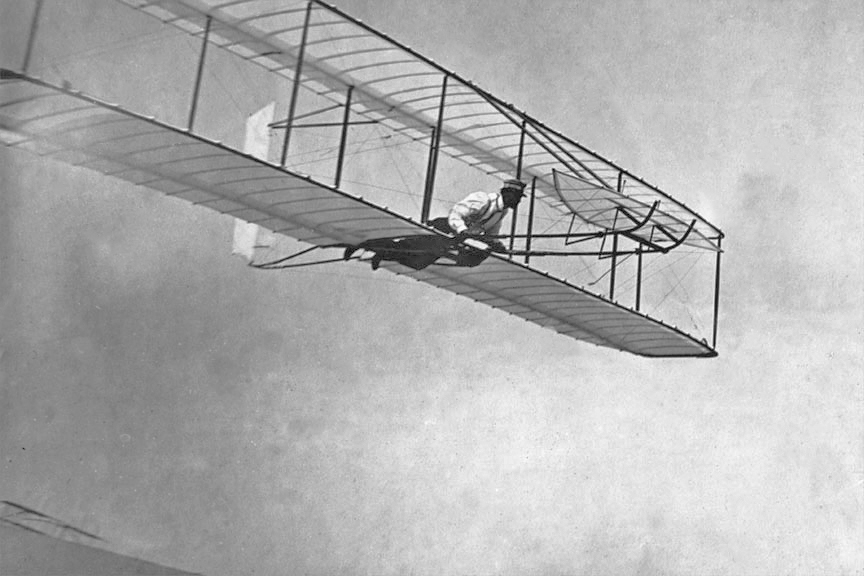
Le planeur Wright de 1902.

- 4 février : premier vol en ballon au-dessus de l'Antarctique avec Robert Falcon Scott et Ernest Shackleton qui montent à 244 mètres d'altitude avec un ballon à hydrogène pour prendre les premières photos aériennes de l'Antarctique.

- 30 avril : ouverture de l'Exposition aéronautique de Saint Louis (États-Unis).

- septembre 1902 : Le planeur Wright de 1902, première machine volante pilotée sur les trois axes, en tangage, en roulis